# Agregátor
Agregátor je označení pro webovou stránku či počítačový software, který shromažďuje jeden typ informace z různých zdrojů. Agregátory mohou fungovat na manuální či automatické bázi a mohou uživateli předkládat jak konečný obsah, tak výsledky vyhledávání na jiných stránkách.